# Heliconius xanthoceras
Heliconius xanthoceras är en fjärilsart som beskrevs av Charles Oberthür. Heliconius xanthoceras ingår i släktet Heliconius och familjen praktfjärilar. Inga underarter finns listade i Catalogue of Life.